# Averdoingt
 Averdoingt  es una población y comuna francesa, situada en la región de Norte-Paso de Calais, departamento de Paso de Calais, en el distrito de Arras y cantón de Aubigny-en-Artois.

## Demografía
| 222 | 221 | 208 | 207 | 244 | 251 |
| Para los censos de 1962 a 1999 la población legal corresponde a la población sin duplicidades (Fuente: INSEE [Consultar]) |     |     |     |     |     |